# Sineugraphe stolidoprocta
Sineugraphe stolidoprocta är en fjärilsart som beskrevs av Charles Boursin 1954. Sineugraphe stolidoprocta ingår i släktet Sineugraphe och familjen nattflyn. Inga underarter finns listade i Catalogue of Life.